# Pradarrodó
Pradarrodó, és un antic llogaret al pas de l'antic camí ral que anava de Canillo a Soldeu, on hi ha l'església de Sant Pere. Pertany a la parròquia de Canillo (Andorra). L'indret, a prop de Soldeu, està situat a la dreta de la confluència de la vall d'Incles amb la Valira a prop del Tarter.
L'església de Sant Pere del Tarter (s.XVI) és d'estil barroc i té una planta rectangular. La construcció s'adapta al desnivell. Es coneix que data, com a mínim, de l'any 1527, ja que se'n conserva un permís d'edificació. Es pensa que es devia acabar abans del 1545.